# Сламено сираче
„Сламено сираче“ е български 5-сериен телевизионен игрален филм (детски) от 1999 година на режисьора Станислава Калчева, по сценарий на Георги Мишев. Оператор е Иван Варимезов. Създаден е по разказа на Георги Мишев „Сламено сираче“. Музиката във филма е композирана от Стефан Вълдобрев. Художник на постановката е Стефан Дорич.

## Серии
- 1. серия: „Косанин дол“ – 27 минути
- 2. серия: „Обица на ухото“ – 27 минути
- 3. серия: „Лисичарникът“ – 27 минути
- 4. серия: „Отново в гнездото“ – 27 минути
- 5. серия: „Не падай духом“ – 27 минути [1].

## Актьорски състав
| Изпълнител         | Роля                     |
| ------------------ | ------------------------ |
| Богослав Ангелов   | Мишо, сламеното сираче   |
| Мария Каварджикова | Мамет– бабата            |
| Марин Янев         | Мишони „Шони“ – дядото   |
| Христо Чешмеджиев  | Пепи – бащата            |
| Стефка Янорова     | Роси – майката           |
| Тодор Ковачев      |                          |
| Васил Димитров     | Недялков                 |
| Васил Банов        |                          |
| Валери Дренников   |                          |
| Силвия Лулчева     |                          |
| Биляна Петринска   |                          |
| Досьо Досев        |                          |
| Роберт Янакиев     |                          |
| Даниела Горанова   |                          |
| Найден Василев     |                          |
| Лора Попова        |                          |
| Теменуга Златанова |                          |
| Вяра Табакова      |                          |
| Николай Луканов    |                          |
| Румена Трифонова   |                          |
| Александра Монова  |                          |
| Деси Тенекеджиева  | учителката в занималнята |